# هنري هالفورد
السير هنري هالفورد، البارون الأول، ولد 2 أكتوبر 1766 وتوفي 1844 عرف باسم هنري فوغان، كان رئيسًا للكلية الملكية للأطباء لمدة 24 عامًا. بصفته طبيبًا ملكيًا وطبيبًا للمجتمع، واستثنائيًا للملك جورج الثالث من عام 1793 إلى 1820، ثم طبيبًا عاديًا لخلفائه الثلاثة - جورج الرابع وويليام الرابع والشاب فيكتوريا. وخدم أفرادًا آخرين من العائلة المالكة حتى وفاته.